# Blagoje Bersa

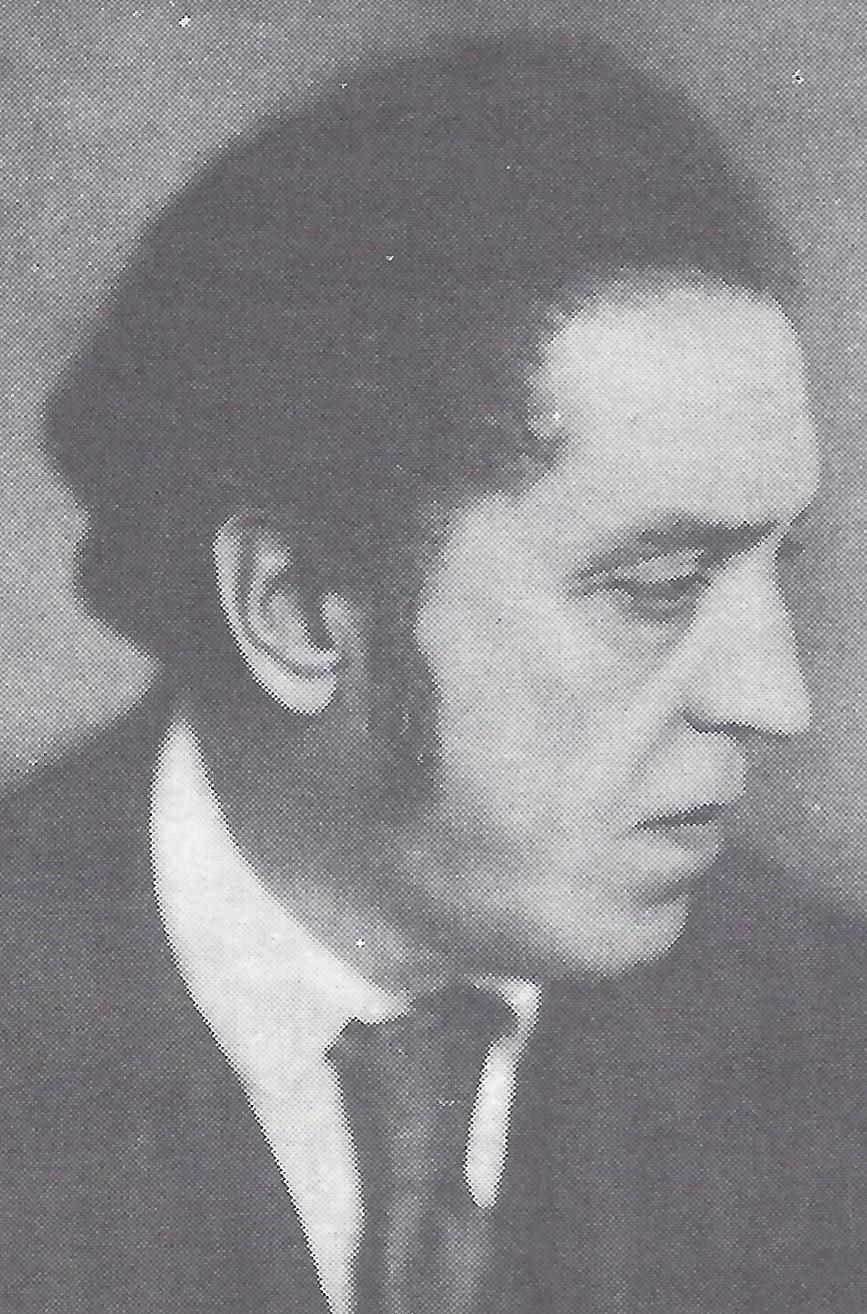
Blagoje Bersa (1934)

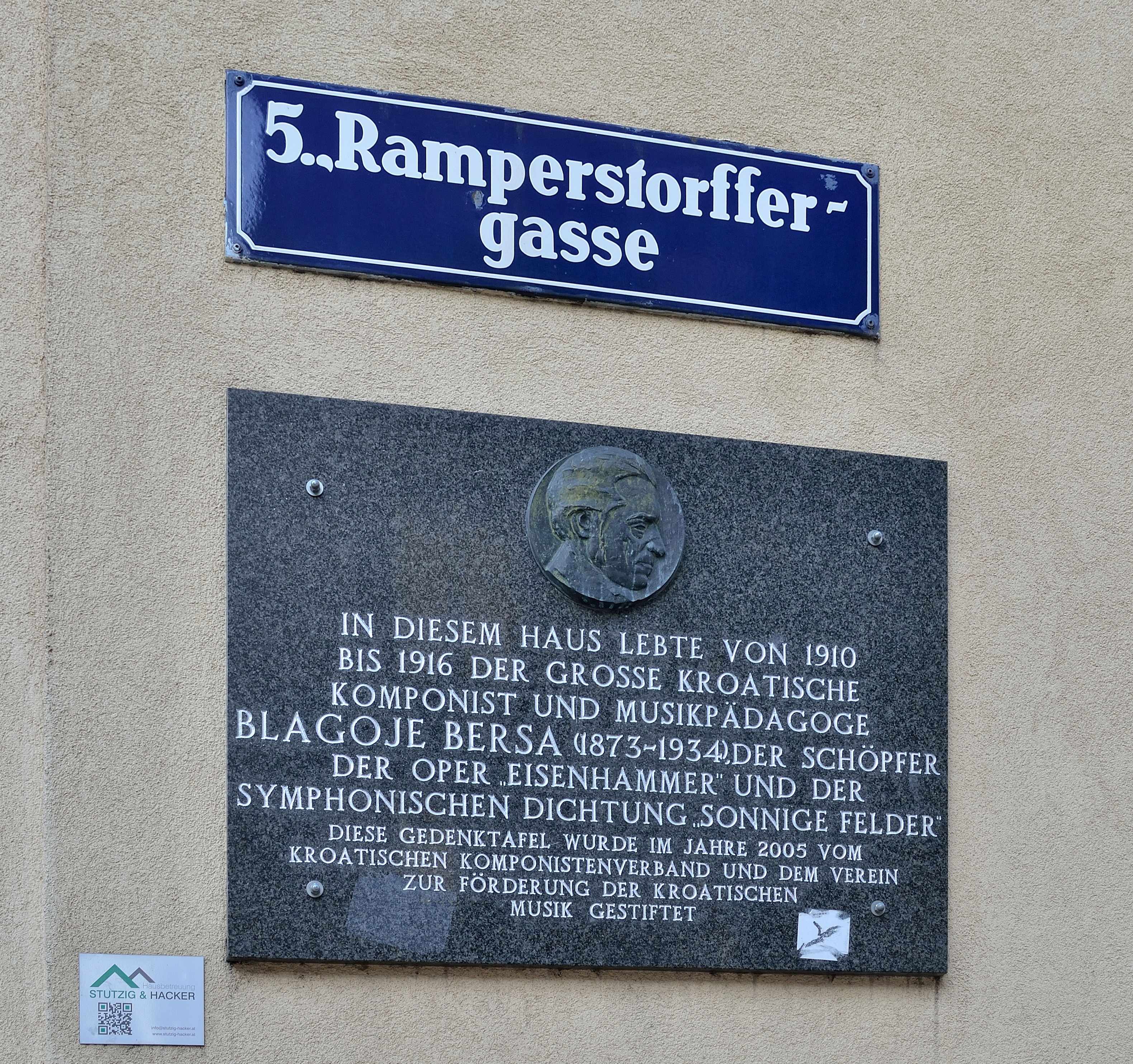
Eine 2005 enthüllte Gedenktafel für Blagoje Bersa in Wien

Blagoje Bersa (auch Benito Bersa, * 21. Dezember 1873 in Dubrovnik, Österreich-Ungarn; † 1. Januar 1934 in Zagreb, Königreich Jugoslawien) war ein kroatischer Komponist, Dirigent und Hochschullehrer.

## Leben
Blagoje Bersa studierte zunächst in Zagreb bei Ivan Zajc, Anton Stöckl und Hinko Geiger sowie 1896–1899 am Konservatorium der Gesellschaft der Musikfreunde in Wien bei Robert Fuchs und Julius Epstein. In der Folge war er Dirigent in Sarajevo (1900), Split (1901), Graz (1902/1903) und Osijek (1908/1909). Von 1903 bis 1919 lebte er mit wenigen Unterbrechungen in Wien. 1919 kehrte er nach Zagreb zurück, wo er ab 1922 bis zu seinem Tod als Professor für Komposition und Instrumentation an der Musikakademie wirkte. Zu seinen Schülern zählten Bruno Bjelinski, Zvonimir Bradić, Ivan Brkanović, Milo Cipra, Božidar Kunc, Miroslav Magdalenić, Boris Papandopulo und Marko Tajčević. Blagoje Bersa wurde auf dem Mirogoj-Friedhof in Zagreb bestattet.
Bersas älterer Bruder Vladimir Bersa (1864–1927) war ebenfalls ein vielseitiger Komponist, erlangte aber nicht annähernd die Bekanntheit des Jüngeren. Von ihm stammen vier Opern, Orchesterwerke, Kammermusik, Lieder und geistliche Werke. Zudem legte er zu Beginn des 20. Jahrhunderts Sammlungen dalmatinischer Volkslieder an.

## Werke (Auswahl)

### Oper
- Jelka. Oper in zwei Akten nach einem Libretto von Josip Bersa op. 12 (1896–1901)
- Oganj (Der Eisenhammer). Oper in drei Akten nach einem Libretto von Alfred Maria Willner op. 57 (1905/1906)
- Postolar od Delfta (Der Schuster von Delft). Komisch-phantastische Oper in drei Akten nach Hans Christian Andersen, Libretto von Alfred Maria Willner und Julius Wilhelm (1914)

### Soli, Chor und Orchester
- Stabat mater für Soli, gemischten Chor und Orchester (1898)
- Morgendämmerung. Kantate nach Worten von Petar Preradović für Sopran, Alt, Bariton, gemischten Chor und Orchester (1918), Orchestrierung von Zvonimir Bradić (1946)

### Orchester
- Hamlet. Sinfonische Dichtung op. 23 (1897)
- Sinfonia tragica c-Moll „Vier Erinnerungen aus meinem Leben“ op. 25
  - 1. Dramatische Ouvertüre op. 25a (1998)
  - 2. Idylle – „Der Tag meiner Hochzeit“ op. 25b (1902)
  - 3. Capriccio-Scherzo op. 25c (1902)
  - 4. Finale – „Neues Leben“ op. 25d (unvollendet; Orchestrierung von Zvonimir Bradić)
- Andante sostenuto op. 29 (1899)
- Traum von einem Sommerabend auf Hvar (Nocturne). Sinfonische Dichtung op. 31
- Sinfonisches Diptychon:
  - Sonnige Felder. Sinfonische Dichtung (1917–1919)
  - Gespenster. Sinfonische Dichtung (1926)

### Duos und Kammermusik
- Povero Tomin. Elegie für Violine und Klavier op. 1
- Klaviertrio im klassischen Stil op. 7 (1895)
- Streichquartett c-Moll op. 9 (1895)
- Menuett für Streichquartett op. 14 (1896)
- Rêverie. Elegie für Violoncello und Klavier op. 49 (1904)

### Klavier solo
- Walzer A-Dur op. 3 (1893)
- Tema con variazioni op. 15 (1899)
- Sonate Nr. 1 C-Dur op. 19 (1897)
- Sonate Nr. 2 f-Moll op. 20 (1897)
- Marcia trionfale op. 24 (1898)
- Notturno op. 38 (1903)
- Venezianisches Gondellied op. 58 (1921)
- Ballade d-Moll op. 75 [op. 65] (1921)
- Ballabile
- „Airs de ballet“ im traditionellen Stil (1924)
  - 1. Fantasia breve
  - 2. Scherzo
  - 3. L'Heure de rêveries

### Lied
Lieder nach Gedichten von Josip Bersa, Maurice Bouchor, Johann Wolfgang von Goethe, Heinrich Heine, Johann Gottfried Herder, Henrik Ibsen, Božo Lovrić, Vladimir Nazor, Enrico Panzacchi, Antun Petrušić, Petar Preradović, Carl Siebel u. a.

### Chor
- Drei Landschaften. Zyklus ohne Worte
  - 1. Sommermondlicht für gemischten Chor a cappella (1921)
  - 2. Herbst für gemischten Chor, Englischhorn und zwei Fagotte (1922)
  - 3. Erster Schnee: Vorabend für Männerchor, Harfe, zwei Hörner und Violine (1922)
- Sechs Volkslieder aus Dalmatien für Männerchor a cappella (1927)

### Film
- Neretvanska vila. Musik zu dem Stummfilm (1919)[1]

## CD-Diskographie (Auswahl)
- Sonnige Felder – auf: Hrvatska orkestralna glazba (Kroatische Orchestermusik) (Croatia Records, 1992)
- Klavierwerke op. 20, op. 24, op. 27, op. 37, op. 38 u. a. – Ruben Dalibaltayan – auf: Blagoje Bersa za klavir (HDS Cantus, 2016)
- Drei Lieder – Nataša Antoniazzo (Mezzosopran), Mia Elezović (Klavier) – auf: Das kroatische Kunstlied (Antes Edition, 2018)
- Klavierwerke op. 16, op. 20, op. 37, op. 38, op. 65 u. a. – Goran Filipec – auf: Bersa. Complete Piano Music Vol. 1 (Grand Piano, 2018)
- Klavierwerke op. 11, op. 18, op. 19, op. 58, op. 65, op. 76 u. a. – Goran Filipec – auf: Bersa. Complete Piano Music Vol. 2 (Grand Piano, 2019)
- Kammermusik für Bläserquintett – Kalamos Kvintet – auf: Bersiana (Nota bene, 2020)